# Gazzetta Veneta

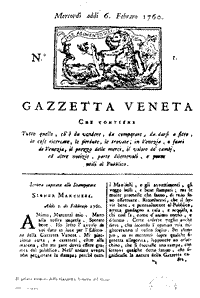
"Gazzetta Veneta" – strona tytułowa

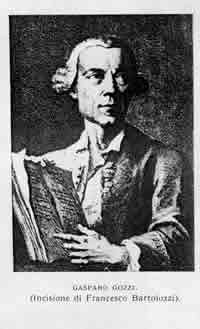
Gaspare Gozzi

Gazzetta Veneta – dwutygodnik wydawany w Wenecji od 1760 r. Założył ją i wydawał Gaspare Gozzi, który pozostał jej redaktorem do 31 stycznia 1761. Później przez rok jeszcze wydawał redagował ją Pietro Chiari. Było to typowe dla okresu oświecenia czasopismo informacyjno-dydaktyczno-filozoficzne w stylu brytyjskich The Tatler i The Spectator.
Czasopismo reaktywował Antonio Piazza w 1787 r. pod tytułem Gazzetta urbana veneta, które istniało do momentu upadku Republiki Weneckiej w 1797 r.